# Cupa UEFA 1985-1986
Cupa UEFA 1985-86 a fost câștigată de Real Madrid învingând în finală 1. FC Köln.

## Prima rundă
| Echipa #1                  | Total  | Echipa #2                 | Tur | Retur    |
| -------------------------- | ------ | ------------------------- | --- | -------- |
| 1. FC Köln                 | 2-1    | Sporting de Gijón         | 0-0 | 2-1      |
| AEK Atena FC               | 1-5    | Real Madrid               | 1-0 | 0-5      |
| Auxerre                    | 3-4    | Milan                     | 3-1 | 0-3      |
| APOEL                      | 4-6    | PFC Lokomotiv Sofia       | 2-2 | 2-4(aet) |
| Athletic Bilbao            | 5-1    | Beșiktaș J.K.             | 4-1 | 1-0      |
| Boavista FC                | 5-6    | Club Brugge               | 4-3 | 1-3      |
| Bohemian F.C.              | 4-7    | Dundee United F.C.        | 2-5 | 2-2      |
| Borussia Mönchengladbach   | 3-1    | Lech Poznań               | 1-1 | 2-0      |
| Coleraine F.C.             | 1-6    | Lokomotive Leipzig        | 1-1 | 0-5      |
| Dinamo București           | 2-2(a) | FK Vardar                 | 2-1 | 0-1      |
| FC Avenir Beggen           | 0-6    | PSV Eindhoven             | 0-2 | 0-4      |
| FC Cernomoreț Odessa       | (a)4-4 | Werder Bremen             | 2-1 | 2-3      |
| Wismut Aue                 | 2-5    | FC Dnipro Dnipropetrovsk  | 1-3 | 1-2      |
| FC Spartak Moscova         | 4-1    | Turun Palloseura          | 1-0 | 3-1      |
| Győri ETO FC               | 4-5    | FC Bohemians Praga        | 3-1 | 1-4(aet) |
| Hajduk Split               | 7-3    | FC Metz                   | 5-1 | 2-2      |
| Internazionale             | 5-1    | St. Gallen                | 5-1 | 0-0      |
| Waregem                    | 6-2    | Aarhus Gymnastik Forening | 5-2 | 1-0      |
| KS Dinamo Tirana           | 1-0    | Ħamrun Spartans           | 1-0 | 0-0      |
| LASK Linz                  | 3-0    | FC Banik Ostrava          | 2-0 | 1-0      |
| Legia Varșovia             | 4-1    | Viking F.K.               | 3-0 | 1-1      |
| Neuchâtel Xamax            | 7-4    | Sportul Studențesc        | 3-0 | 4-4      |
| Pirin Blagoevgrad          | 1-7    | Hammarby IF               | 1-3 | 0-4      |
| Portimonense S.C.          | 1-4    | FK Partizan               | 1-0 | 0-4      |
| RFC de Liège               | 4-1    | FC Wacker Innsbruck       | 1-0 | 3-1      |
| Rangers F.C.               | 1-2    | CA Osasuna                | 1-0 | 0-2      |
| SK Slavia Praga            | 1-3    | St. Mirren F.C.           | 1-0 | 0-3(aet) |
| Sparta Rotterdam           | (p)2-2 | Hamburger SV              | 2-0 | 0-2      |
| Sporting Clube de Portugal | 4-3    | Feyenoord Rotterdam       | 3-1 | 1-2      |
| Torino                     | 3-2    | Panathinaikos             | 2-1 | 1-1      |
| Valur                      | 2-4    | Nantes                    | 2-1 | 0-3      |
| Videoton FC Fehérvár       | (a)3-3 | Malmö FF                  | 1-0 | 2-3      |

### Tur
| Auxerre                   | 3 – 1 | Milan     |
| ------------------------- | ----- | --------- |
| Garande 38' 53' Danio 67' |       | Virdis 3' |

| Internazionale                                              | 5 – 1 | St. Gallen     |
| ----------------------------------------------------------- | ----- | -------------- |
| Altobelli 9' Marangon 35' Mandorlini 44' Rummenigge 60' 86' |       | Pellegrini 70' |

| Torino                       | 2 – 1 | Panathinaikos |
| ---------------------------- | ----- | ------------- |
| Comi 48' Mavridis 87' (o.g.) |       | Saravakos 51' |

### Retur
| Milan                      | 3 – 0 | Auxerre |
| -------------------------- | ----- | ------- |
| Virdis 29' 82' Hateley 36' |       |         |

Milan a câștigat cu 4–3 la general.
| St. Gallen | 0 – 0 | Internazionale |
| ---------- | ----- | -------------- |
|            |       |                |

Internazionale a câștigat cu 5–1 la general.
| Panathinaikos        | 1 – 1 | Torino  |
| -------------------- | ----- | ------- |
| Saravakos 71' (pen.) |       | Comi 1' |

Torino a câștigat cu 3–2 la general.

## Second round
| Echipa #1            | Total  | Echipa #2                  | Tur | Retur |
| -------------------- | ------ | -------------------------- | --- | ----- |
| 1. FC Köln           | 8-2    | FC Bohemians Praga         | 4-0 | 4-2   |
| Milan                | (a)3-3 | Lokomotive Leipzig         | 2-0 | 1-3   |
| Dundee United F.C.   | 3-1    | FK Vardar                  | 2-0 | 1-1   |
| FC Spartak Moscova   | 4-1    | Club Brugge                | 1-0 | 3-1   |
| FK Partizan          | 1-5    | Nantes                     | 1-1 | 0-4   |
| Hammarby IF          | 5-4    | St. Mirren F.C.            | 3-3 | 2-1   |
| Waregem              | 3-2    | CA Osasuna                 | 2-0 | 1-2   |
| KS Dinamo Tirana     | 0-1    | Sporting Clube de Portugal | 0-0 | 0-1   |
| LASK Linz            | 1-4    | Internazionale             | 1-0 | 0-4   |
| PFC Lokomotiv Sofia  | 1-1(a) | Neuchâtel Xamax            | 1-1 | 0-0   |
| PSV Eindhoven        | 2-3    | FC Dnipro Dnipropetrovsk   | 2-2 | 0-1   |
| RFC de Liège         | 1-4    | Athletic Bilbao            | 0-1 | 1-3   |
| Real Madrid          | 2-1    | FC Cernomoreț Odessa       | 2-1 | 0-0   |
| Sparta Rotterdam     | 2-6    | Borussia Mönchengladbach   | 1-1 | 1-5   |
| Torino               | 2-4    | Hajduk Split               | 1-1 | 1-3   |
| Videoton FC Fehérvár | 1-2    | Legia Varșovia             | 0-1 | 1-1   |

### Tur
| Milan                         | 2 – 0 | Lokomotive Leipzig |
| ----------------------------- | ----- | ------------------ |
| Virdis 74' (pen.) Hateley 76' |       |                    |

| LASK Linz | 1 – 0 | Internazionale |
| --------- | ----- | -------------- |
| Gröss 81' |       |                |

| Torino        | 1 – 1 | Hajduk Split  |
| ------------- | ----- | ------------- |
| Schachner 74' |       | Slišković 33' |

### Retur
| Lokomotive Leipzig               | 3 – 1 | Milan      |
| -------------------------------- | ----- | ---------- |
| Moldt 6' Leitzke 21' Richter 76' |       | Virdis 48' |

Lokomotive Leipzig 3–3 Milan la general. Milan a câștigat cu on away goals rule.
| Internazionale                         | 4 – 0 | LASK Linz |
| -------------------------------------- | ----- | --------- |
| Brady 20' (pen.) Altobelli 32' 80' 81' |       |           |

Internazionale a câștigat cu 4–1 la general.
| Hajduk Split                                        | 3 – 1 | Torino            |
| --------------------------------------------------- | ----- | ----------------- |
| Asanović 2' Slišković 29' Zlatko Vujović 55' (pen.) |       | Júnior 15' (pen.) |

Hajduk Split a câștigat cu 4–2 la general.

## Third round
| Echipa #1                | Total  | Echipa #2                  | Tur | Retur    |
| ------------------------ | ------ | -------------------------- | --- | -------- |
| Athletic Bilbao          | 2-4    | Sporting Clube de Portugal | 2-1 | 0-3      |
| Borussia Mönchengladbach | 5-5(a) | Real Madrid                | 5-1 | 0-4      |
| Dundee United F.C.       | 3-4    | Neuchâtel Xamax            | 2-1 | 1-3(aet) |
| FC Dnipro Dnipropetrovsk | 0-3    | Hajduk Split               | 0-1 | 0-2      |
| FC Spartak Moscova       | 1-2    | Nantes                     | 0-1 | 1-1      |
| Hammarby IF              | 3-4    | 1. FC Köln                 | 2-1 | 1-3      |
| Internazionale           | 1-0    | Legia Varșovia             | 0-0 | 1-0(aet) |
| Waregem                  | 3-2    | Milan                      | 1-1 | 2-1      |

### Tur
| Internazionale | 0 – 0 | Legia Varșovia |
| -------------- | ----- | -------------- |
|                |       |                |

| Waregem  | 1 – 1 | Milan      |
| -------- | ----- | ---------- |
| Veyt 63' |       | Virdis 88' |

### Retur
| Legia Varșovia | 0 – 1 (a.e.t.) | Internazionale |
| -------------- | -------------- | -------------- |
|                |                | Fanna 108'     |

Internazionale a câștigat cu 1–0 la general.
| Milan          | 1 – 2 | Waregem                    |
| -------------- | ----- | -------------------------- |
| Bortolazzi 37' |       | Desmet 44' (pen.) Veyt 67' |

Waregem a câștigat cu 3–2 la general.

## Sferturi
| Echipa #1                  | Total  | Echipa #2       | Tur | Retur |
| -------------------------- | ------ | --------------- | --- | ----- |
| Hajduk Split               | 1-1(p) | Waregem         | 1-0 | 0-1   |
| Internazionale             | 6-3    | Nantes          | 3-0 | 3-3   |
| Real Madrid                | 3-2    | Neuchâtel Xamax | 3-0 | 0-2   |
| Sporting Clube de Portugal | 1-3    | 1. FC Köln      | 1-1 | 0-2   |

### Tur
| Internazionale                                 | 3 – 0 | Nantes |
| ---------------------------------------------- | ----- | ------ |
| Le Roux 13' (o.g.) Tardelli 61' Rummenigge 78' |       |        |

### Retur
| Nantes                                      | 3 – 3 | Internazionale                     |
| ------------------------------------------- | ----- | ---------------------------------- |
| Der Zakarian 9' Halilhodžić 37' Le Roux 42' |       | Altobelli 33' 64' Brady 59' (pen.) |

Internazionale a câștigat cu 6–3 la general.

## Semifinalele
| Echipa #1      | Total | Echipa #2   | Tur | Retur    |
| -------------- | ----- | ----------- | --- | -------- |
| 1. FC Köln     | 7-3   | Waregem     | 4-0 | 3-3      |
| Internazionale | 4-6   | Real Madrid | 3-1 | 1-5(aet) |

### Tur
| Internazionale                      | 3 – 1 | Real Madrid |
| ----------------------------------- | ----- | ----------- |
| Tardelli 1' 54' Salguero 89' (o.g.) |       | Valdano 87' |

### Retur
| Real Madrid                                                         | 5 – 1 (a.e.t) | Internazionale   |
| ------------------------------------------------------------------- | ------------- | ---------------- |
| Hugo Sánchez 43' (pen.) 74' (pen.) Gordillo 64' Santillana 93' 108' |               | Brady 66' (pen.) |

Real Madrid a câștigat cu 6–4 la general.

## Finala
| Echipa #1   | Total | Echipa #2  | Tur | Retur |
| ----------- | ----- | ---------- | --- | ----- |
| Real Madrid | 5-3   | 1. FC Köln | 5-1 | 0-2   |